# عيثنور
العَيثَنُور (الاسم العلمي: Euthyneura)، فرع حيوي تصنيفي من الحلزونات والبزاقات، والذي يشمل أنواعًا من رخويات المياه العذبة والبحرية وبطنيات القدم البرية في فرع الحيوي متباينات الخيشوم.